# Saint-Samson (Mayenne)
Pour les articles homonymes, voir Saint-Samson.
Saint-Samson est une ancienne commune française, située dans le département de la Mayenne en région Pays de la Loire, devenue, le 1er janvier 2016, une commune déléguée de la commune nouvelle de Pré-en-Pail-Saint-Samson.
Elle est peuplée de 418 habitants (les Saint-Samsonnais).
La commune fait partie de la province historique du Maine, et se situe dans le Bas-Maine dans le pays de Passais.

## Géographie
| Saint-Calais-du-Désert              | Lignières-Orgères | Ciral (Orne)     |
| Saint-Calais-du-Désert, Pré-en-Pail | Saint-Samson      | Lalacelle (Orne) |
| Pré-en-Pail                         | Pré-en-Pail       | Pré-en-Pail      |

## Toponymie
Le nom de la localité est attesté sous la forme de Sancte Sansone en 1243. L'hagiotoponyme évoque Samson, évêque de Dol au VIe siècle.

## Histoire
D’après le livre de l’abbé Angot, Saint-Samson a été un lieu de passage et de stationnement (là où se trouve l’église) des Templiers. On y apprend également que les pauvres devaient payer la taille aux seigneurs et que Mathurin Laisne, collecteur, récupérait souvent l’argent par la menace. En 1770, le vicaire Quenout ne voulait pas le confesser tant qu’il n’aurait pas rendu les sommes perçues. Mathurin Laisne fut donc enterré sans chant ni prière.
Au moment de la construction de la voie ferrée Alençon-Domfront, on tira des pavés d’un filon de porphyre du village de la Gourie. On s’en servit pour construire des ponts, des gares et un escalier conduisant à la gare de Pré-en-Pail.
Au 1er janvier 2016, la commune fusionnera avec la commune voisine de Pré-en-Pail, pour former la commune nouvelle de Pré-en-Pail-Saint-Samson, fusion entérinée par un arrêté préfectoral du 4 décembre 2015.

## Héraldique
|  | Les armes de la commune se blasonnent ainsi : D'azur à la bande d'argent accompagnée de deux merlettes affronté d'or; au franc-quartier échiqueté d'argent et d'azur. |

## Politique et administration
Le conseil municipal est composé de onze membres dont le maire et deux adjoints.

## Démographie
L'évolution du nombre d'habitants est connue à travers les recensements de la population effectués dans la commune depuis 1793. À partir du 1er janvier 2009, les populations légales des communes sont publiées annuellement dans le cadre d'un recensement qui repose désormais sur une collecte d'information annuelle, concernant successivement tous les territoires communaux au cours d'une période de cinq ans. 
Pour les communes de moins de 10 000 habitants, une enquête de recensement portant sur toute la population est réalisée tous les cinq ans, les populations légales des années intermédiaires étant quant à elles estimées par interpolation ou extrapolation. Pour la commune, le premier recensement exhaustif entrant dans le cadre du nouveau dispositif a été réalisé en 2006,.
En 2022, la commune comptait 418 habitants, en évolution de −5,64 % par rapport à 2016 (Mayenne : +0,72 %, France hors Mayotte : +2,49 %).
Saint-Samson a compté jusqu'à 1 652 habitants en 1831.
| 1793  | 1800  | 1806  | 1821  | 1831  | 1836  | 1841  | 1846  | 1851  |
| ----- | ----- | ----- | ----- | ----- | ----- | ----- | ----- | ----- |
| 1 223 | 1 063 | 1 287 | 1 324 | 1 652 | 1 409 | 1 349 | 1 439 | 1 322 |

| 1856  | 1861  | 1866  | 1872  | 1876  | 1881  | 1886 | 1891 | 1896 |
| ----- | ----- | ----- | ----- | ----- | ----- | ---- | ---- | ---- |
| 1 301 | 1 316 | 1 257 | 1 161 | 1 067 | 1 027 | 956  | 825  | 760  |

| 1901 | 1906 | 1911 | 1921 | 1926 | 1931 | 1936 | 1946 | 1954 |
| ---- | ---- | ---- | ---- | ---- | ---- | ---- | ---- | ---- |
| 745  | 732  | 686  | 534  | 532  | 514  | 550  | 552  | 495  |

| 1962 | 1968 | 1975 | 1982 | 1990 | 1999 | 2006 | 2011 | 2016 |
| ---- | ---- | ---- | ---- | ---- | ---- | ---- | ---- | ---- |
| 473  | 418  | 377  | 342  | 388  | 334  | 404  | 429  | 443  |

| 2019 | - | - | - | - | - | - | - | - |
| ---- | - | - | - | - | - | - | - | - |
| 418  | - | - | - | - | - | - | - | - |

## Lieux et monuments
- L'église abrite un cadran solaire, un retable et un tabernacle du XVIIe siècle classés à titre d'objets aux Monuments historiques[12].
- Saint-Samson abrite une partie du site Natura 2000 du « bocage de la forêt de la Monnaie à Javron-les-Chapelles »[13].

## Activité, manifestations, distinction
La commune est une ville fleurie (deux fleurs) au concours des villes et villages fleuris.